# 旗印

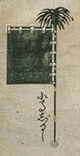
伊達政宗的旗印（黑色旗，頂部有黑色的羽毛）

旗印（日语：旗印），係中世紀日本最常用的一種軍旗。和後來被固定好的「幟」不同，旗印的僅僅是一面通過一片水平方向的橫片連結到旗杆上的樸素旗幟。
旗印的不少功能都和「幟」相似，而後者後來也取代了旗印。在古代日本的戰場上，旗印起着友方部隊互相表徵、識別的作用。